# インドール-3-アセトアルデヒドレダクターゼ (NADH)
インドール-3-アセトアルデヒドレダクターゼ (NADH)（indole-3-acetaldehyde reductase (NADH)）は、次の化学反応を触媒する酸化還元酵素である。
反応式の通り、この酵素の基質は(インドール-3-イル)エタノールとNAD+、生成物は(インドール-3-イル)アセトアルデヒドとNADHとH+である。
組織名は(indol-3-yl)ethanol:NAD+ oxidoreductaseで、別名にindoleacetaldehyde reductase, indole-3-acetaldehyde reductase (NADH), indole-3-ethanol:NAD+ oxidoreductaseがある。